# Flowchart
Flowcharts kaldes også rutediagrammer, og er en måde at afbilde algoritmer/arbejdsgange/processer, så man tydeligt kan se, i hvilken rækkefølge ting skal ske, hvilke beslutninger der skal træffes, og hvilke processer der skal udføres afhængigt af valget. Flowcharts var tidligere meget brugt inden for programudvikling, men de er ikke begrænset til denne anvendelse.

## Oprindelse
Flowcharts blev oprindelig udviklet af Frank Gilbreth i 1921 til at fremstille forskellige arbejdsgange. Teknikken bredte sig blandt ingeniører. Fra 1947 begyndte Herman Goldstine og John von Neumann at bruge diagrammerne til udvikling og beskrivelse af computerprogrammer.

## Konstruktion
Flowcharts benytter et antal enkle, grafiske symboler forbundet med pile. De kan tegnes ved hjælp af en særlig skabelon (blandt programmører ofte blot kaldet en template) eller i et program til tegning af diagrammer som f.eks. Dia.
Et flowchart begynder ét sted ved et aflangt symbol med afrundede ender, der ofte er mærket Start. En pil leder herfra til et symbol for den første aktivitet. Det kan f.eks. være et parallelogram, der angiver indlæsning eller udlæsning. Teksten i symbolet angiver, hvad der skal læses ind eller ud. En pil leder videre til det næste symbol, der f.eks. kan være et rektangel, der angiver en behandling. Teksten i symbolet angiver igen den ønskede behandling. En pil leder nu f.eks. til en rombe, der er et valg. Det eneste symbol hvorfra mere end én pil kan gå ud. Symbolet indeholder et spørgsmål og de forskellige pile ud er mærket med de forskellige svarmuligheder. En pil kan f.eks. føre tilbage til en tidligere behandling, der nu udføres igen. Der kan altid gå flere pile ind i et symbol, men kun én ud – bortset fra romben. Særlige konnektorsymboler muliggør spring fra den ene ende af diagrammet til den anden, eller til en anden side. Processen afsluttes når man når et symbol med teksten Slut. Det er magen til Start-symbolet. 
Flowcharts kan evt. indeholde symboler for datamedier, magnetbånd, harddisk ofte også brugt som symbol på fil, tabel eller database, tromlelager (forældet), print osv. Enkelte forældede symboler såsom symbolet for hulkort kan benyttes til at angive parametre til et program. 

## Brug
Ud over programmering kan man f.eks. angive arbejdsgangene i maskinstuen ved kørsel af et batchprogram. 
Flowcharts gik stort set af brug ved programmering i 1990'erne, idet store, komplekse programmer vanskeligt lader sig udtrykke ved denne teknik og flowcharts blev beskyldt for at fremme brugen af spaghetti-programmering (meget rodede programmer). Teknikken blev erstattet af andre diagrammer eller af pseudokode. Skabelonerne kan dog stadig købes. Flowcharts er nemlig ret enkle at forstå også for almindelige mennesker og kan bruges til andre formål end programmering. I de senere år har de fået en renæssance i morsomme diagrammer om, hvordan et problem skal løses.